# Maresca
Pour les articles homonymes, voir Maresca (homonymie).
Maresca est un village italien situé au cœur des Apennins à 800 m d'altitude, et à 50 kilomètres de Florence.
Il fait partie de la commune de San Marcello Piteglio dans la province de Pistoia en Toscane.

## Histoire
Même si on n'en a pas vraiment de preuve, on pense que Maresca fut d'abord un asile. D'autres rumeurs parlent d'un bagne.
Sous le fascisme, tous les habitants de la montagne pistoiese travaillaient à la Société Métallurgique Italienne (SMI), usine de fabrication de cartouches qui fonctionnait à plein rendement pour préparer la guerre.
Pendant la Seconde Guerre mondiale, les Allemands établirent un poste de commandement à Maresca qui est situé près de la Ligne Gothique. C'est aussi pour cela que la résistance se fit très forte dans ces montagnes en opérant sous le nom de "Brigata Gino Bozzi".

## Monuments à visiter
- L'ancienne gare de chemin de fer « Stazione » récemment transformée en banque.
- L'église sur la place principale restaurée depuis peu.

## Langue
Les Marescains parlent Toscan (essence de la langue italienne grâce à Dante Alighieri). Pourtant, en rentrant plus dans les détails, on peut trouver des caractéristiques plus particulières qui ne sauraient constituer un dialecte mais qui méritent d'être étudiées. Il s'agit globalement d'un accent propre aux montagnards, lequel s'approcherait du « Pistoiais », mais qui est différent de village en village.

## Activités
- Parapente
- La cueillette des cèpes

## Fêtes
Il cantar maggio : tous les mois de mai, les marescains fêtent le printemps. Ils se réunissent avec des instruments de musique traditionnels (de grands joueurs d'accordéon sont présents) et font le tour des maisons où on leur distribue du vin rouge.

## À propos du nom Maresca
Le 15 septembre 1996, Maresca s'est de manière provocatrice proclamé indépendant, se baptisant du nom Mapsulon, pour ironiser sur certains événements politiques qui arrivaient en Italie à cette époque. Le nom Mapsulon est en rapport avec le réalisateur indépendant Tomas Ciampi ; dans ses films, en effet, Maspulon est la version fantastique de Maresca.